# Kap Sedow
Kap Sedow (russisch Мыс Седова Mys Sedowa) ist ein Eiskap vor der Prinzessin-Astrid-Küste des ostantarktischen Königin-Maud-Lands. Es bildet den nordwestlichen Ausläufer des Lasarew-Schelfeises.
Teilnehmer der Deutschen Antarktischen Expedition 1938/39 unter der Leitung Alfred Ritschers fertigten die ersten Luftaufnahmen an und nahmen eine Kartierung vor. Wissenschaftler einer sowjetischen Antarktisexpedition kartierten das Kap 1959 erneut und benannten es nach dem russischen Polarforscher Georgi Jakowlewitsch Sedow (1877–1914).